# British Rail Class 315
British Rail Class 315 — потяги змінного струму (AC), побудовані компанією British Rail Engineering Limited на «Holgate Road Carriage Works» в Йорку в 1980—1981 рр.
Тип був п'ятим і останнім варіантом стандартного дизайну «British Rail» 1972 року для обслуговування приміських маршрутів у найбільших агломераціях, яких виготовили 755 одиниць і п'ять класів (інші класи 313, 314, 507 і 508). Всього було побудовано 61 одиницю цього типу.
На 2022 рік потяги використовують на «Elizabeth line» по буднях.